# Vô Tranh, Hạ Hòa
Vô Tranh là một xã thuộc huyện Hạ Hòa, tỉnh Phú Thọ, Việt Nam.
Xã Vô Tranh có diện tích 25,1 km², dân số năm 1999 là 4.452 người, mật độ dân số đạt 177 người/km².